# Eisenberg (Bawaria)
Eisenberg – miejscowość i gmina w południowych Niemczech, w kraju związkowym Bawaria, w rejencji Szwabia, w regionie Allgäu, w powiecie Ostallgäu, wchodzi w skład wspólnoty administracyjnej Seeg. Leży w Allgäu, około 18 km na południe od Marktoberdorfu, przy autostradzie A7.

## Demografia
| Rok  | Liczba mieszk. |
| ---- | -------------- |
| 1970 | 742            |
| 1987 | 870            |
| 2000 | 1 173          |

## Polityka
Wójtem gminy jest Alfons Stapf, rada gminy liczy 12 osób.
|      | ÜWG/CSU/FWG Razem |    |
| 2008 | 12                | 12 |
| 2002 | 12                | 12 |